# Ред и закон: Одељење за специјалнe жртве (8. сезона)
Осма сезона серије Ред и закон: Одељење за специјалне жртве је премијерно емитована на каналу НБЦ од 19. септембра 2006. године до 22. маја 2007. године и броји 22 епизоде. како је уведена нова ортакиња за детектива Стаблера, епизоде почетком 8. сезоне добиле су значајно другачију жижу у поређењу са онима из претходних сезона.

## Продукција
Осма сезона је почела да се снима када је Мариска Харгитај била у завршној фази трудноће. Због тога су у епизодама „Обавештени“ и „Шехерезада“ коришћени столови, фасцикле и снимци изблиза како би се прикрио Бенсоновој трбух. Епизода „Обавештени“ је постала прва епизода сезоне, али „Шехерезада“ није укључена у радњу све до 2007. године. Епизоду „Сагорели“ режирао је Ерик Ласејл који је радио са Нилом Биром и Мариском Харгитеј у серији Ургентни центар. Он је ту епизоду описао као „убедљиву причу са оштрим наступима“.
Када је писао епизоду „Одговорност“, Нил Бир је изјавио да је поменуо „чланак о... како је дошло до скокова у погледу истраживања о дејствима алкохола на мозак пубертетлија“. Џудит Мекрири је изјавила да су подаци које је користила док је писцла сценарио за епизоду „Суочавање“ потекли са Гугла; „Наишла сам на причу о женама које је исти тип силовао више пута и то ме је навело да се запитам да ли његов биолошки сат откуцава. Дајен Нил се нашалила о склоности сценариста ка узнемирујућем претраживању интернета рекавши „Сигурна сам да је неколико сценариста на савезном списку најтраженијих интернет грабљиваца јер они раде сва ова истраживања о педофилији“.
Џудит Мекрири је такође написала сценарио за последњу епизоду сезоне "Изопачени" током које се у судници износе незаконите активности у које су укључени детективи. Рекла је: "Хтела сам да истражим кокошке које се враћају кући да лежу јаја. Много срања су правили ови полицајци за које нису платили. Бенсонова је починила кривично дело. Требало је да је избаце из полиције и да оде у затвор."

## Улоге

### Главне
- Кристофер Мелони као Елиот Стаблер
- Мариска Харгитеј као Оливија Бенсон
- Ричард Белзер као Џон Манч
- Дајен Нил као ПОТ Кејси Новак
- Ајс Ти као Фин Тутуола
- Б. Д. Вонг као др. Џорџ Хуанг
- Тамара Тјуни као др. Мелинда Ворнер
- Ден Флорек као Дон Крејген

### Епизодне
- Адам Бич као Честер Лејк (Епизода 12)

## Епизоде
| Бр. у серији | Бр. у сезони | Наслов         | Редитељ                       | Сценариста       | Премијерно емитовање | Прод. код | Гледаоци у САД (милиони) |
| --- | ------------ | -------------- | ----------------------------- | ---------------- | -------------------- | --------- | ------------------------ |
| 162 | 1            | "Доушница"     | Питер Лето                    | Дон ДеНун        | 19. септембар 2006.  | 0801      | 14.55                    |
| Млада жена се појавила у болници претучена и обријане главе. Упркос знаковима сексуалног напада, она захтева само јутарњу пилулу и одбија лечење. Пошто ју је Бенсонова испратила, она се враћа у свој стан и закључава се у купатилу, али оставља доњи веш да га Бенсонова украде као доказ. Бенсонова и Стаблер покушавају да сазнају ко је напао жену разговарајући са њеном пријатељицом са којом ради. Када је она нестала, агентка ФБИ-ја Дејна Луис открива њену кључну улогу у операцији убиства против скупине еко-тероризма. Представљајући се као радикалка, Бенсон иде на тајни задатак да помогне у спречавању терористичког бомбардовања. |              |                |                               |                  |                      |           |                          |
| 163 | 2            | "Сат"          | Џим Хејмен                    | Алисон Интриери  | 26. септембар 2006.  | 0803      | 14.41                    |
| Стаблер и Тутуола истражују када су момак и девојка у пубертету нестали на рекреативној настави. Случај, међутим, добија преокрет када је откривено да девојка има Тарнеров синдром због чега изгледа као да има дванаест година, а уствари има седамнаест. Девојка је пронађена са својим љубавником, старијим човеком који је пронашао правни начин да води љубав са девојком која изгледа као да има дванаест година. Родитељи и деда девојке шаљу случај на породични суд, али ништа не могу да учине пошто су обе стране водиле љубав уз пристанак овог другог. Када је суђење завршено, Стаблер упознаје своју нову ортакињу, детективку Дени Бек. |              |                |                               |                  |                      |           |                          |
| 164 | 3            | "Поврат"       | Хуан Џ. Кампанела             | Џонатан Грин     | 3. октобар 2006.     | 0805      | 14.30                    |
| Стаблер и Крејген су забринути због Бекиног угледа премарљиве истражитељке. Она ради са Стаблером како би помогла жени која је силована од стране истакнутог заступника. На поузданост екипе је утицала појава друге жене која која је грешком рекла да ју је силовао исти човек. Тужилаштво није успело да одржи оптужбу све док се није појавио изненадни сведок. |              |                |                               |                  |                      |           |                          |
| 165 | 4            | "Стриц"        | Дејвид Плат                   | Дон ДеНун        | 10. октобар 2006.    | 0804      | 13.89                    |
| Када су мајка и ћерка пронађене силоване и побијене, Стаблер и Бекова приводе бескућника за ког се испоставља да је Манчов стриц. Иако су у почетку довели у питање његову деменцију, Стаблер и Бекова проналазе пут до прорачунатог осумњиченог. |              |                |                               |                  |                      |           |                          |
| 166 | 5            | "Суочавање"    | Дејвид Плат                   | Џудит Мекрери    | 17. октобар 2006.    | 0806      | 12.98                    |
| Стаблер и Бекова се баве случајем у којем се нападач изгледа враћа да силује своје жртве изнова и изнова. Не слажу се како помоћи жени која живи у страху. Детективи убрзо откривају да је његов план да оплоди изабране жене. Да би га ухапсили, они приморавају једну трудницу да се подвргне узорку хорионских вила иако њен супруг жели да она не сазна да он није отац њиховог детета. |              |                |                               |                  |                      |           |                          |
| 167 | 6            | "Убачена"      | Дејвид Плат                   | Дон ДеНун        | 31. октобар 2006.    | 0809      | 13.36                    |
| Кејси Новак је приморана да Оливију Бенсон, која је и даље на тајном задатку са ФБИ-ем, врати у Њујорк како би сведочила у име жене која је силована у банци. Док је била на тајном задатку у скупини за заштиту животне средине у Орегону, она и чланице скупине су повређена од стране заменика шерифа и оптужене за напад. Она је на крају пуштена, али је доведена у питање због учешћа скупине у убиству. Она затим покушава да скине љагу са имена скупине и истражи убијеног човека. Упркос напорима своје удовице која покушва да заштити ћерку од истине, Бенсонова сазнаје да је он педофил и да је просторију под гаражом користио за отмице. Месни шериф пронашао је два комплета отисака на месту злочина, отиске убијеног и десетогодишње девојчице која је нестала пре седам година. Бенсонов агент за случај каже да она заиста проводи време са безопасним активистима и да јој тај тајни задатак више није потребан. Пошто још увек није свесна хитности Новакиног случаја, она одлучује да остане и помогне ФБИ-ју да пронађе несталу девојчицу. На крају, Бенсонова проналази девојчицу која је развила Стокхолмски синдром и вратила је у Њујорк како би сведочила. |              |                |                               |                  |                      |           |                          |
| 168 | 7            | "Слаба тачка"  | Џонатан Каплан                | Аманда Грин      | 14. новембар 2006.   | 0807      | 14.76                    |
| Три жртве убистава у пубертету са одговарајућим тетоважама доводе детективе Стаблера и Бекову у ланац проституције малолетница. Како је жртвин макро главни осумњичени, детективи морају да се ослањају на једну од његових девојака да сведочи против њега. Бенсонова се појављује у Крејгеновој пословници, али одлучује да се не врати на детективски рад чим је видела како се Стаблер и Бекова слажу. |              |                |                               |                  |                      |           |                          |
| 169 | 8            | "Кавез"        | Дејвид Плат                   | Патрик Харбинсон | 21. новембар 2006.   | 0808      | 14.20                    |
| Детективи Стаблер и Бекова истражују саобраћајнку несрећу двоје удомљене деце хранитељке којој су деца одузета. Несрећа доводи детективе до усвојитеља, лекара који их је саветовао преко телефона и неке сумњиве ординације која је укључена у контроверзно лечење "поновно рођење". Док детективи копају дубље у случају, они откривају друге грозне тајне: једно од усвојене деце пали ватру у Бекиној дневној соби у покушају да се убије. Ово је било превише за Дени да се носи па се поздравила са Стаблером и Одељењем за специјалне жртве. |              |                |                               |                  |                      |           |                          |
| 170 | 9            | "Кореографија" | Питер Лето                    | Пол Грелонг      | 28. новембар 2006.   | 0810      | 14.64                    |
| Тело жене са тајанственим узроком смрти откривено је у Централном парку. Детектив Стаблер започиње истрагу разговором са супругом жртве док његови пријатељи изјављују саучешће. Стаблерова истрага открива случајеве дроге, неверства и план који утиче на све укључене. Стаблер такође открива да се детектив Бенсон вратила у град и да му је поново додељена за ортакињу. |              |                |                               |                  |                      |           |                          |
| 171 | 10           | "Шехерезада"   | Дејвид Плат                   | Аманда Грин      | 2. јануар 2007.      | 0802      | 15.17                    |
| Стаблер пристајже да чује признање болесника на самрти који умире од рака, али да прво он и Бенсонова пораде на неким могућим злочинима које је могао да изврши. То их доводи до нерешеног случаја од пре 47 година. Човек је одговоран за пљачке оружаних банака, убиство и отмицу. Његова ћерка одбија да га види у последњим данима, али док је он на самрти ипак је отишла да га види. |              |                |                               |                  |                      |           |                          |
| 172 | 11           | "Сагорели"     | Ерик Ла Сејл                  | Џудит Мекрери    | 9. јануар 2007.      | 0811      | 14.41                    |
| Бившег наркомана који своју ћерку виђа само током кратких посета под надзором супруга оптужује за силовање. Стаблер и Бенсонова се не слажу коме да верују у случају „рекла, казала“ јер су стране усред огорченог развода и спора око старатељства над децом. |              |                |                               |                  |                      |           |                          |
| 173 | 12           | "Човек споља"  | Артур В. Форни                | Пол Грелонг      | 16. јануар 2007.     | 0816      | 14.17                    |
| Фин истражује низ сличних напада у којима су жртвесиловане, дављене и премлаћене. Фину се у истрази придружује детектив ОСЖ-а из Бруклина који ради на сличном случају. То их доводи до успешне породице која се одрекла сина јер није испунио очекивања породице. |              |                |                               |                  |                      |           |                          |
| 174 | 13           | "Пролаз"       | Дејвид Плат                   | Џонатан Грин     | 6. фебруар 2007.     | 0812      | 13.45                    |
| Стаблер је повређен од стране осумњиченог залуђеног дрогом, а Бенсонова прати анонимно писмо које доводи до очигледног случаја дечје порнографије и испитивања пестицида на несвесним станарима. Након хапшења станодавца, Оливија је изложена пестициду и развија здравствене назнаке сличне онима које показују жртва и његова мајка. Упркос здравственим ризицима, званичник обавештава екипу да је све рађено по закону. Кејси Новак на крају диже оптужницу против генералног директора фармацеутског друштва и његовог заступника како би оспорила контроверзно Правило Агенције за заштиту животне средине Сједињених Држава које дозвољава намерно дозирање људских бића у огледима са пестицидима. |              |                |                               |                  |                      |           |                          |
| 175 | 14           | "Зависност"    | Питер Лето                    | Кен Сторер       | 13. фебруар 2007.    | 0815      | 12.94                    |
| Када је провалник напао мафијашког заступника, убии његову жену и поштедео његовог сина, Бенсонова и Стаблер испитују његову ћерку. Међутим, због дивљања и пијанчења у проводу она није могла да се сети својих поступака иако њен отац упорно тврди да је била на месту злочина. Стаблер је оптужен за коришћење прекомерне силе када је ћеркин дечко умро у притвору. |              |                |                               |                  |                      |           |                          |
| 176 | 15           | "Пласт сена"   | Питер Лето                    | Аманда Грин      | 20. фебруар 2007.    | 0813      | 11.94                    |
| Претерано ревна извештачица оптужује нову мајку на телевизији да је отела и покушала да убије своје дете. Испоставило се да је ово била кап која је прелила чашу за малодушну жену која је одмах извршила самоубиство. Иако су сви под сумњом, укључујући мајку и њеног бившег мужа, случај преноси необичан осећајни данак на детектива Стаблер који је увучен на линију ватре од стране отмичара и његове мајке. |              |                |                               |                  |                      |           |                          |
| 177 | 16           | "Филаделфија"  | Питер Лето                    | Патрик Харбинсон | 27. фебруар 2007.    | 0817      | 11.73                    |
| Бенсонова је коначно открила део своје прошлости када је пронашла полубрата Сајмона Марсдена за кога капетанка Новог Џерзија сумња да је силоватељ. Ово ометање угрожава потеру током које екипа покушава да ухапси два мушка силоватеља који силују друге мушкарце. Бенсонова мора да се састане са др. Ребеком Хендрикс како би разговарала о својим недавним поступцима. |              |                |                               |                  |                      |           |                          |
| 178 | 17           | "Грех"         | Џорџ Патисон                  | Патрик Харбинсон | 27. март 2007.       | 0821      | 12.86                    |
| Успешан проповедник је био главни осумњичени за убиство тајног сексуалног партнера све док његова супруга није пружила детективима снимљени разговор. |              |                |                               |                  |                      |           |                          |
| 179 | 18           | "Одговорност"  | Јелена Ланскаја и Дејвид Плат | Алисон Интриери  | 3. април 2007.       | 0814      | 11.16                    |
| Стаблер и Бенсонова су приморани да зароне у свет малолетничког пијанства када их је смрт довела до журки у средњој школи и мајке која не само да снабдева пићем пријатеље своје ћерке, већ и спава са једним од њених пријатеља. |              |                |                               |                  |                      |           |                          |
| 180 | 19           | "Флорида"      | Дејвид Плат                   | Џонатан Грин     | 1. мај 2007.         | 0818      | 11.41                    |
| Када је детективка Бенсон пала у сред истраге њеног полубрата Сајмона Марсдена, секирацију искаљује на осумњиченом и бива удаљена са дужности. Бенсонова разговара са Сајмоновом мајком, сарадницом свог оца и жртвом силовања и почиње да се пита да ли је она уопште била плод силовања. Она копа дубље и открива да је Сајмон био жртва намештања полицајке која пориче сексуално злостављање у рођеној породици. |              |                |                               |                  |                      |           |                          |
| 181 | 20           | "Уништење"     | Питер Лето                    | Аманда Грин      | 8. мај 2007.         | 0819      | 10.94                    |
| Чини се да је убиство жене дело професионалног убице, а њен вереник добија претње смрћу што је очигледно исход његове каријере у ЦИА-и. Елиот истражујући ово открива да човек можда није онакав какав изгледа. Случај добија потресни преокрет када су му жена и деца пронађени мртви. У међувремену, Елиот наставља да обнавља свој однос са породицом. |              |                |                               |                  |                      |           |                          |
| 182 | 21           | "Претварање"   | Дејвид Плат                   | Дон ДеНун        | 15. мај 2007.        | 0820      | 12.75                    |
| Екипа истражује смрт делимично одевеног пубертетлије који је носио кожну маску. Детективи откривају да је жртвин најбољи друг убица и имају снимак који показује да је дечакова смрт последица рвања у дворишту које је пошло по злу. Суђење се завршава пресудом дечаку по блажој оптужби, али онда се жртвина девојка не појављује на саслушању за изрицање казне. Када је девојка повређена у нападу који је подстакао оптужени, случај добија бизаран обрт када се појавио податак да је девојка далеко старија него што изгледа и да више деценија обмањује састав хранитељства. |              |                |                               |                  |                      |           |                          |
| 183 | 22           | "Зајебан"      | Артур В. Форни                | Џудит Мекрери    | 22. мај 2007.        | 0822      | 10.28                    |
| Даријусу Паркеру суди се за силовање и убиство жене уз било какво помињање њеног четрнаестомесечног детета које се сматра недопустивим. Случај доводи Фина под критику штампе, а чак су и Манч и Стаблер у сукобу. Новакова води оптужбу на суђењу које доводи Стаблера и Тутуолу, између осталог, на суд. Многе претходне приче су укључене у суђење међу којима су и вожња под дејством алкохола Стаблерове ћерке Кетлин и Бенсонино незаконито слање новца полубрату Сајмону Марсдену. Такође је откривено да је Елиотова супруга Кети поново трудна. |              |                |                               |                  |                      |           |                          |